# Marit Strømøy

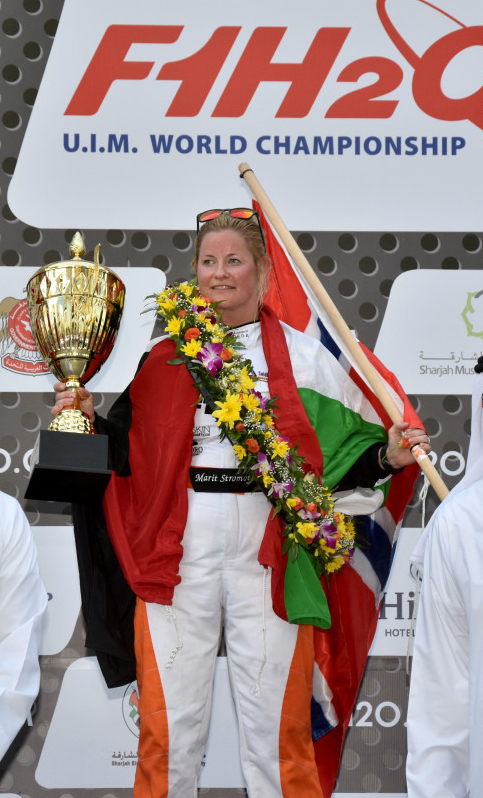
Marit Strømøy i Sharjah i Förenade arabemiraten, 2015

Marit Strømøy, född 25 september 1976 i Tønsberg, är en norsk sångerska och racerbåtförare. 
Marit Strømøy är dotter till Leif (död 2009) och Kirsten Strømøy och växte upp i Sandefjord, där fadern drev en båt- och båtmotorverkstad. Leif Strømøy var aktiv inom båtracing sedan 1960-talet. 
Hon är sedan 2012 gift med mekanikern och båtbyggaren Andrea Colombo. Paret driver det Norgebaserade båtsportteamet Strømøy Racing.

## Sång
Marit Strømøy gick på musikskolan i Sandefjord. Hon spelade piano och började senare sjunga. Hon har deltagit i norska Melodi Grand Prix (Norges uttagning till Eurovision Song Contest) 2005 i gruppen Blissed och 2006 som soloartist. Hon arbetade under flera år som artist för Wallmans Salonger.

## Båtracing
Marit Strømøy deltog 1989 i Tvedestrand i sitt första lopp. Hon deltog under tre säsonger i klassen T-250 (ungefär som GT15 idag), som var öppen för 12 – 16-åringar. Från 1993 tävlade hon i katamaranklassen S-550 och från 1999 i UIM F2 World Championship.
Hon började tävla i Formula 1 Powerboat World Championship 2007. År 2015 vann hon i Sharjah i Förenade arabemiraten en deltävling i Formel 1 som första kvinna. Hennes bästa årsresultat var 2019, då hon kom på tredje plats totalt.

## Meriter i urval
- 2021 - 6:e Formula 1 Powerboat World Championship
- 2020 - (inget Formula 1 Powerboat World Championship arrangerat)
- 2019 - 3:e Formula 1 Powerboat World Championship
- 2018 - 6:e Formula 1 Powerboat World Championship
- 2017 - 9:e Formula 1 Powerboat World Championship
- 2016 - 10:e Formula 1 Powerboat World Championship
- 2015 - 5:e Formula 1 Powerboat World Championship
- 2014 - 13:e Formula 1 Powerboat World Championship
- 2013 - 8:e Formula 1 Powerboat World Championship
- 2012 - 13:e Formula 1 Powerboat World Championship
- 2011 - 14:e Formula 1 Powerboat World Championship
- 2010 - 14:e Formula 1 Powerboat World Championship
- 2009 - 12:e Formula 1 Powerboat World Championship
- 2007: Trea i Europamästerskapet i F-2000
- 2005: Tvåa i Mordiska mästerskapen i F-2000
- 1996 och 1999: Nordisk mästare i klassen S-550
- 1996, 1998 och 1999: Europamästare i klassen S-550
- 1992: Världsrekord i ungdomsklassen T-250